# Ima, Ai ni Yukimasu
Be with You (いま、会いにゆきます Ima, Ai ni Yukimasu) (tựa Việt: Về bên anh), là một bộ phim Nhật Bản năm 2004 dựa trên cuốn tiểu thuyết cùng tên của Takuji Ichikawa. Kịch bản được Yoshikazu Okada chuyển thể, và do Nobuhiro Doi đạo diễn. Diễn viên Takeuchi Yūko trong vai Mio Aio và diễn viên Shido Nakamura trong vai Takumi Aio. Be with You ra mắt lần đầu tại Liên hoan phim quốc tế Tokyo lần thứ 17. Sau đó bộ phim được phát hành tại các rạp chiếu phim Nhật Bản vào ngày 30 tháng 10 năm 2004 và thu về tổng cộng 46,616,207$ tại Nhật Bản và nước ngoài.

## Cốt truyện
Takumi là một nhân viên bình thường, anh có cuộc sống hạnh phúc bên người vợ Mio đảm đang, xinh đẹp và cậu con trai Yuji đáng yêu. Nhưng khi Yuji 5 tuổi, Mio mắc bệnh hiểm nghèo và qua đời ở tuổi 28, để lại lời nhắn cô sẽ trở trở về vào mùa mưa năm sau, và sẽ ra đi khi mùa mưa kết thúc. Takumi và Yuji rất đau buồn về sự ra đi của Mio, nhưng cả hai đều tin rằng Mio sẽ trở lại, Takumi nói với con trai rằng mẹ cậu đang ở trên Ngôi sao Akaibu, nơi những người đã mất sinh sống.
Thiếu vắng Mio, hai cha con sống rất bừa bộn và luộm thuộm. Cả hai đều mong chờ mùa mưa đến, cậu bé Yuji luôn treo những con búp bê cầu mưa ngoài sân. Và khi mùa mưa đến, hai cha con đang cùng nhau tìm chiếc hộp bí mật mà Mio và Yuji đã chôn tại một nhà máy bỏ hoang, thì bỗng nhiên Mio xuất hiện, nhưng cô lại mất hết trí nhớ, không nhớ gì về mình và chồng con.
Takumi và Yuji quyết định giấu Mio chuyện cô đã chết được một năm và giúp cô tìm lại ký ức của mình. Cả ba người lại có cuộc sống bình yên như trước. Một buổi tối, Takumi và Mio đi dạo trong rừng, anh kể cho cô nghe về mối tình của họ. Takumi đã yêu Mio từ hồi cấp 3, anh luôn ngồi cạnh cô nhưng không dám nói lời nào. Khi lễ tốt nghiệp tới, Takumi sẽ vào một trường đại học tư ở Tokyo còn Mio sẽ học tại đại học Tokyo, tưởng như đây sẽ là kết thúc, nhưng khi Takumi chuẩn bị ra về thì Mio đến xin anh viết vào quyển lưu bút của mình, Takumi cố tình kẹp cây bút của mình vào quyển lưu bút với mong muốn gặp lại cô. Sau đó, anh gọi điện cho Mio và nói muốn xin lại cây bút vì nó là vật rất quan trọng với mình, cả hai gặp nhau và Takumi đã ngỏ lời với cô. Khi chuẩn bị ra về, Mio nói rằng cô cảm thấy lạnh, Takumi sau một thoáng ngại ngùng liền cầm tay cô cho vào túi áo mình, tình cảm hai người càng sâu sắc hơn. Sau đó Takumi gặp chấn thương do việc luyện tập quá sức vì uất ức do anh đã thua trong cuộc thi điền kinh hồi cấp 3, từ đó anh không thể vận động mạnh nữa. Giấc mơ bị tan vỡ, Takumi rơi vào tuyệt vọng, anh bỏ học đại học và chia tay Mio dù cả hai đều rất yêu nhau. Tuy vậy, anh vẫn đến Tokyo tìm Mio một lần nữa nhưng lại quay về. Bỗng một ngày, Takumi nhận được cuộc gọi từ Mio, hẹn gặp anh tại cánh đồng hoa hướng dương. Takumi hối hận vì anh đã nặng lời với cô nhưng Mio đến ôm lấy anh và an ủi anh. Sau đó hai người kết hôn và sinh ra bé Yuji.
Mio tuy vẫn không nhớ lại ký ức cũ nhưng cô vẫn ở bên gia đính, chăm sóc chồng con tận tình khiến Takumi và Yuji rất vui vẻ, hạnh phúc. Cô còn cùng Yuji gieo trồng hạt hướng dương và tìm chiếc hộp bí mật. Một hôm, Mio tìm thấy cuốn nhật ký của mình trong chiếc hộp bí mật và biết được toàn bộ sự thật. Sợ rằng sẽ không có ai chăm sóc hai cha con khi mình ra đi, cô nhờ một người đồng nghiệp của Takumi trông nom họ giùm mình và đến tiệm bánh đạt bánh sinh nhật cho Yuji trong 12 năm liên tiếp cho đến khi cậu 18 tuổi.
Một ngày, khi Takumi đang ở cơ quan và Yuji đang ở trường thì có thông báo mùa mưa đã kết thúc, cả hai vội vàng chạy về nhà. Yuji cùng mẹ đi đến nhà máy bỏ hoang, cô từ biệt con trai và chờ Takumi đến. Takumi chạy đến bên vợ, cả hai đều đau buồn khi phải chia xa. Takumi xin lỗi Mio vì đã không thể mang lại hạnh phúc cho cô, nhưng Mio nói rằng cô đã vô cùng hạnh phúc. Cô nói rằng mình cảm thấy lạnh, Takumi liền nắm tay cô cho vào túi áo mình như lần hẹn hò đầu tiên, và Mio biến mất.
Takumi đọc cuốn nhật ký của vợ và biết được rằng cô đã yêu anh từ hồi cấp 3, nhưng cũng không dám thổ lộ. Cô đã rất tức tối khi phát hiện Takumi thua cuộc trong cuộc thi điền kinh vì bị chơi xấu nhưng không thể làm được gì nên đã ngắt hệ thống điện trong buổi lễ trao giải. Cô luôn giữ gin cẩn thận cây bút của anh và rất buồn khi anh xin lại cây bút. Nhưng khi Takumi ngỏ lời cô đã vô cũng vui mừng, khi anh lên Tokyo tìm cô sau khi hai người chia tay, Mio đuổi theo Takumi nhưng cô bị xe ô tô tông phải và ngất đi, đi đến tương lai gặp Takumi và Yuji. Cô tỉnh lại tại bệnh viện sau khi chia tay hai cha con ở nhà máy bỏ hoang, ngay sau đó cô hẹn gặp Takumi ở hiện tại ở cánh đồng hoa hướng dương.
Bộ phim kết thúc với cảnh Takumi khép lại cuốn nhật ký của vợ khi đang ngồi bên vườn hoa hướng dương, Yuji giờ đã 18 tuổi và đang chuẩn bị cho ngày sinh nhật bên chiếc bánh sinh nhật cuối cùng trong đơn đặt hàng.

## Diễn viên
- Takeuchi Yūko vai Mio Aio (秋穂澪)
- Nakamura Shido vai Takumi Aio (秋穂巧)
- Takei Akashi vai Yuji Aio (秋穂佑司), là con trai 6 tuổi của Mio Aio và Takumi Aio.
- Miyama Karen vai Aya, bạn học của Yuji
- Asari Yosuke vai Takumi khi học trung học
- Hiraoka Yuuta vai Yuji lúc 18 tuổi
- Otsuka Chihiro vai Mio khi học trung học
- Ichikawa Mikako vai Midori Nagase (永瀬みどり), đồng nghiệp của Takumi
- Nakamura Katsuo vai ông chủ của Takumi
- You vai giáo viên của Yuji
- Matsuo Suzuki vai chủ cửa hàng bánh
- Kohinata Fumiyo vai bác sĩ Noguchi (野口医師)
- Tanabe Tokimasa
- Tanaka Kei

## Thông tin thêm
Năm 2018, phim đã được làm lại (remake) với phiên bản Hàn Quốc với các diễn viên chính So Ji-sub, Son Ye-jin và Kim Ji-hwan. Bộ phim cũng được hoan nghênh nhiệt liệt và đạt doanh thu cao. Nữ diễn viên Son Ye-jin được đề cử hạng mục Nữ diễn viên xuất sắc nhất trong Giải thưởng nghệ thuật Baeksang lần thứ 54 với vai diễn Soo-ah (tức nhân vật Mio trong phiên bản Hàn Quốc).